# Boubacar Kanté
 (juin 2020).
Boubacar Kanté est un physicien travaillant dans l'interaction lumière-matière à l'Université de Californie à Berkeley, où il est professeur de génie électrique et d'informatique. 
Ses recherches portent sur les phénomènes optiques à très petite échelle, développant des nanostructures pour exploiter l'interaction entre la lumière et les  électrons, comme les métamatériaux, les lasers topologiques  ou les nanostructures pour la récupération d'énergie. 

## Biographie
Boubacar Kanté a obtenu son diplôme d'études supérieures en génie électrique et informatique de Polytech Lille en 2006 et a poursuivi un doctorat en physique au Centre de Nanosciences et de Nanotechnologies de l'Université Paris-Saclay (anciennement connu sous le nom d'Institut d'Électronique Fondamentale) qu'il a soutenu en 2010. Il a ensuite rejoint Université de Californie à Berkeley tant que chercheur postdoctoral, avant de déménager à Université de Californie à San Diego, où il est devenu professeur titulaire. 
En 2018, il retourne à Berkeley dans le département génie électrique et d'informatique en tant que professeur titulaire.

## Récompenses et honneurs
- 2017 : Prix du jeune chercheur du Bureau de la Recherche Navale (États-Unis)
- 2016 : Prix de carrière de la National Science Foundation (NSF)[3]
- 2015 : Bourse Hellman[4]
- 2010 : Prix Richelieu des sciences[5]